# Berteaucourt-lès-Thennes
Berteaucourt-lès-Thennes è un comune francese di 398 abitanti situato nel dipartimento della Somme nella regione dell'Alta Francia.

## Società

### Evoluzione demografica
Abitanti censiti